# Juke Vox
《Juke Vox》是日本女歌手宇浦冴香的第1張專輯。

## 概要
- 由B'z主唱稻葉浩志提供樂曲、擔任製作人。這是稻葉自身首次在他人專輯提供全曲樂曲。因此，未收錄非稻葉提供作品的出道單曲「Tears 〜涙は見せたくない〜（日语：Tears 〜涙は見せたくない〜）」。
- 初回版附屬DVD，收錄了的PV，「果実」、的演唱會影像。
- 原本成為專輯標題的點唱機正確表記法為「Juke Box」，但將B改為V後，具有聆聽宇浦的Vocal這樣一層含義。
- 之後，於稻葉的SOLO專輯『Hadou』中，將擔任宇浦作詞的作為「CAGE FIGHT」、作為，經過稻葉自身重新作詞、編曲後收錄。

## 收錄曲
1. 友達以上戀人未滿（友達以上恋人未満）
2. My未來（日语：My未來）
3. 休息時間10分鐘（日语：休息時間10分鐘）
4. Sha la la -妖怪NIGHT-
5. 果實
6. DIET NOW!
7. 想著你入眠的夜晚（君を想い眠る夜は）
8. 狀態極差（絶不調）
9. 遺失物（オトシモノ）
10. 虛擬天堂（フィクション天国）
11. JOURNEY

## 製作人員
- 宇浦冴香：主唱・作詞（#1.3.7.8.9）
- 稻葉浩志：作詞（#2.4-6.10.11）・全曲作曲・藍調口琴（#7）・原聲吉他（#11）
- 葉山武：編曲（#1-10）・電吉他（#1-10）・原聲吉他（#2.4-6.10）・貝斯（#1.2.4.6.7.9）
- 中西康晴（日语：中西康晴）：哈蒙德風琴（英语：Hammond organ）（#3.8）・鋼琴(#5)・Wurlitzer（英语：Wurlitzer）（#8）
- 德永曉人：貝斯（#3）
- 荒神直規：和聲（#4）
- 渡邊直樹（日语：渡辺直樹 (ミュージシャン)）：貝斯(#5.8.10）
- 小野かほり：Shaker（日语：シェイカー (楽器)）（#5）・康加鼓（#8）・金贝鼓（#10）
- 島津由美：大提琴（#11）
- 寺地秀行：編曲（#11）

## 商業搭配
- - 東京電視台系『JAPAN COUNTDOWN（日语：JAPAN COUNTDOWN）』2007年9月度片頭曲
- - 讀賣電視台・日本電視台系全國聯播網動畫『結界師』第3期片尾曲
  - 東京電視台系『JAPAN COUNTDOWN』2007年6月度片頭曲
- - 讀賣電視台・日本電視台系全國聯播網動畫『結界師』第4期片尾曲
  - 東京電視台『PVTV（日语：PVTV）』2007年8月度片尾曲
  - 千葉電視台『MU-GEN（日语：MU-GEN）』2007年8月度片頭曲
- - 讀賣電視台・日本電視台系全國聯播網動畫『結界師』片頭曲
  - 東京電視台『PVTV』2007年3月度片頭曲
  - 萬代南夢宮娛樂任天堂DS用遊戲軟體『結界師 烏森妖奇談（日语：結界師 烏森妖奇談）』廣告曲
- - 千葉電視台『MU-GEN』2007年9月度片頭曲

## 關連項目
- 稻葉浩志
- Being